# Lonicera linderifolia
Lonicera linderifolia är en kaprifolväxtart. Lonicera linderifolia ingår i släktet tryar, och familjen kaprifolväxter.

## Underarter
Arten delas in i följande underarter:
- L. l. konoi
- L. l. linderifolia